# Paride da Ceresara
Paride da Ceresara (Ceresara, 10 de febrero de 1466 - Mantua, 1532) fue un humanista, poeta y astrólogo italiano.

## Biografía
Descendiente de la familia noble Ceresara, estuvo al servicio de Isabel de Este en Mantua, siendo el inspirador de los temas mitológicos, alegóricos y de celebración de al menos dos de las pinturas de su famoso Studiolo y tal vez de todo el ciclo. Paride recopiló y tradujo obras clásicas, incluyendo el Aulularia de Plauto, aventurándose incluso en estudios judíos. Por sus habilidades como un adivino fue cobijado en la corte de Aloisio Gonzaga en Castel Goffredo.
Fue el autor de algunos sonetos eróticos, firmando con el seudónimo de Patrizio Tricasso (o Patrizio Tricasso da Ceresara).

## Obras
- Expositione del Tricasso Mantovano sopra il Cocle, Venecia, por Vettor q. Piero Ravano, 1535
- Epitoma Chyromantico di Patritio Tricasso da Ceresari mantovano, Venecia, por Agostino de Bindoni, 1538
- Rime, a cura di A. Comboni, Olschki, Firenze 2004